# Grand Prix Júnior de Patinação Artística no Gelo no México
O Grand Prix Júnior de Patinação Artística no Gelo no México (muitas vezes intitulado: Mexico Cup) é uma competição internacional de patinação artística no gelo de nível júnior. A competição é organizada pela União Internacional de Patinação (ISU), e disputada no outono, em alguns anos, como parte do Grand Prix Júnior de Patinação Artística no Gelo.

## Edições
| Ano        | Edição               | Cidade sede          | Júnior               | Júnior               | Júnior               | Júnior               | Ref                  |
| Ano        | Edição               | Cidade sede          | M                    | F                    | P                    | D                    | Ref                  |
| ---------- | -------------------- | -------------------- | -------------------- | -------------------- | -------------------- | -------------------- | -------------------- |
| 1998       | 1.ª                  | Cidade do México     | •                    | •                    | •                    | •                    | [ 1 ]                |
| 1999       | Não houve competição | Não houve competição | Não houve competição | Não houve competição | Não houve competição | Não houve competição | Não houve competição |
| 2000       | 2.ª                  | Cidade do México     | •                    | •                    | •                    | •                    | [ 2 ]                |
| 2001– 2002 | Não houve competição | Não houve competição | Não houve competição | Não houve competição | Não houve competição | Não houve competição | Não houve competição |
| 2003       | 3.ª                  | Cidade do México     | •                    | •                    | •                    | •                    | [ 3 ]                |
| 2004– 2005 | Não houve competição | Não houve competição | Não houve competição | Não houve competição | Não houve competição | Não houve competição | Não houve competição |
| 2006       | 4.ª                  | Cidade do México     | •                    | •                    | –                    | •                    | [ 4 ]                |
| 2007       | Não houve competição | Não houve competição | Não houve competição | Não houve competição | Não houve competição | Não houve competição | Não houve competição |
| 2008       | 5.ª                  | Cidade do México     | •                    | •                    | •                    | •                    | [ 5 ]                |
| 2009– 2012 | Não houve competição | Não houve competição | Não houve competição | Não houve competição | Não houve competição | Não houve competição | Não houve competição |
| 2013       | 6.ª                  | Cidade do México     | •                    | •                    | –                    | •                    | [ 6 ]                |

Legenda
- –  Evento não disputado neste ano

## Lista de medalhistas

### Individual masculino
| Evento                           | Ouro                               | Prata                         | Bronze                            |
| Cidade do México 1998 (detalhes) | Yosuke Takeuchi · Japão            | Eiji Iwamoto · Japão          | Jeffrey Franklin · Canadá         |
| 1999                             | Não houve competição               | Não houve competição          | Não houve competição              |
| Cidade do México 2000 (detalhes) | Ryan Bradley · Estados Unidos      | Stéphane Lambiel · Suíça      | Shawn Sawyer · Canadá             |
| 2001–2002                        | Não houve competição               | Não houve competição          | Não houve competição              |
| Cidade do México 2003 (detalhes) | Jordan Brauninger · Estados Unidos | Takahiko Kozuka · Japão       | Ken Rose · Canadá                 |
| 2004–2005                        | Não houve competição               | Não houve competição          | Não houve competição              |
| Cidade do México 2006 (detalhes) | Kevin Reynolds · Canadá            | Brandon Mroz · Estados Unidos | Daisuke Murakami · Estados Unidos |
| 2007                             | Não houve competição               | Não houve competição          | Não houve competição              |
| Cidade do México 2008 (detalhes) | Richard Dornbush · Estados Unidos  | Elladj Baldé · Canadá         | Cheng Gongming · China            |
| 2009–2012                        | Não houve competição               | Não houve competição          | Não houve competição              |
| Cidade do México 2013 (detalhes) | Nathan Chen · Estados Unidos       | Ryuju Hino · Japão            | Daniel Samohin · Israel           |

### Individual feminino
| Evento                           | Ouro                            | Prata                           | Bronze                                 |
| Cidade do México 1998 (detalhes) | Yuko Kawaguchi · Japão          | Sarah Hughes · Estados Unidos   | Chisato Shiina · Japão                 |
| 1999                             | Não houve competição            | Não houve competição            | Não houve competição                   |
| Cidade do México 2000 (detalhes) | Yukari Nakano · Japão           | Susanne Stadlmüller · Alemanha  | Ann Patrice McDonough · Estados Unidos |
| 2001–2002                        | Não houve competição            | Não houve competição            | Não houve competição                   |
| Cidade do México 2003 (detalhes) | Miki Ando · Japão               | Danielle Kahle · Estados Unidos | Jessica Dubé · Canadá                  |
| 2004–2005                        | Não houve competição            | Não houve competição            | Não houve competição                   |
| Cidade do México 2006 (detalhes) | Caroline Zhang · Estados Unidos | Sonia Lafuente · Espanha        | Shin Yea-Ji · Coreia do Sul            |
| 2007                             | Não houve competição            | Não houve competição            | Não houve competição                   |
| Cidade do México 2008 (detalhes) | Amanda Dobbs · Estados Unidos   | Alexe Gilles · Estados Unidos   | Kwak Min-jeong · Coreia do Sul         |
| 2009–2012                        | Não houve competição            | Não houve competição            | Não houve competição                   |
| Cidade do México 2013 (detalhes) | Polina Edmunds · Estados Unidos | Natalia Ogoreltseva · Rússia    | Mariah Bell · Estados Unidos           |

### Duplas
| Evento                           | Ouro                                                   | Prata                                                  | Bronze                                                 |
| Cidade do México 1998 (detalhes) | Meliza Brozovich · Anton Nimenko · Rússia              | Eve Butchart · Clinton Petersen · Canadá               | Larisa Spielberg · Craig Joeright · Estados Unidos     |
| 1999                             | Não houve competição                                   | Não houve competição                                   | Não houve competição                                   |
| Cidade do México 2000 (detalhes) | Yuko Kawaguchi · Alexander Markuntsov · Japão          | Karine Avard · Marc-Etienne Choquet · Canadá           | Johanna Purdy · Kevin Maguire · Canadá                 |
| 2001–2002                        | Não houve competição                                   | Não houve competição                                   | Não houve competição                                   |
| Cidade do México 2003 (detalhes) | Jessica Dubé · Bryce Davison · Canadá                  | Brittany Vise · Nicholas Kole · Estados Unidos         | Michelle Cronin · Brian Shales · Canadá                |
| 2004–2007                        | Não houve competição; 2006 não houve disputa de duplas | Não houve competição; 2006 não houve disputa de duplas | Não houve competição; 2006 não houve disputa de duplas |
| Cidade do México 2008 (detalhes) | Ksenia Krasilnikova · Konstantin Bezmaternikh · Rússia | Ekaterina Sheremetieva · Mikhail Kuznetsov · Rússia    | Anastasia Martiusheva · Alexei Rogonov · Rússia        |
| 2009–2013                        | Não houve competição; 2013 não houve disputa de duplas | Não houve competição; 2013 não houve disputa de duplas | Não houve competição; 2013 não houve disputa de duplas |

### Dança no gelo
| Evento                           | Ouro                                               | Prata                                         | Bronze                                           |
| Cidade do México 1998 (detalhes) | Federica Faiella · Luciano Milo · Itália           | Zita Gebora · Andras Visontai · Hungria       | Jill Vernekohl · Jan Luggenholscher · Alemanha   |
| 1999                             | Não houve competição                               | Não houve competição                          | Não houve competição                             |
| Cidade do México 2000 (detalhes) | Tanith Belbin · Benjamin Agosto · Estados Unidos   | Miriam Steinel · Vladimir Tsvetkov · Alemanha | Nóra Hoffmann · Attila Elek · Hungria            |
| 2001–2002                        | Não houve competição                               | Não houve competição                          | Não houve competição                             |
| Cidade do México 2003 (detalhes) | Natalia Mikhailova · Arkadi Sergeev · Rússia       | Alexandra Zaretsky · Roman Zaretsky · Israel  | Anna Cappellini · Matteo Zanni · Itália          |
| 2004–2005                        | Não houve competição                               | Não houve competição                          | Não houve competição                             |
| Cidade do México 2006 (detalhes) | Emily Samuelson · Evan Bates · Estados Unidos      | Élodie Brouiller · Benoît Richaud · França    | Piper Gilles · Timothy McKernan · Estados Unidos |
| 2007                             |                                                    |                                               |                                                  |
| Cidade do México 2008 (detalhes) | Madison Hubbell · Keiffer Hubbell · Estados Unidos | Kharis Ralph · Asher Hill · Canadá            | Valeria Zenkova · Valerie Sinitsin · Rússia      |
| 2009–2012                        | Não houve competição                               | Não houve competição                          | Não houve competição                             |
| Cidade do México 2013 (detalhes) | Kaitlin Hawayek · Jean-Luc Baker · Estados Unidos  | Madeline Edwards · Zhao Kai Pang · Canadá     | Sofia Evdokimova · Egor Bazin · Rússia           |